# Debatik Curri
Debatik Curri   (Lluga (Podujeva), 28 de desembre de 1983) és un exfutbolista albanès-kosovar de la dècada de 2010. Fou 44 cops internacional amb la selecció albanesa i un cop amb la de Kosovo. Pel que fa a clubs, defensà els colors de Prishtina, Vorskla Poltava i Gençlerbirliği.